# Алкионей (македонский военачальник)
Алкионей (др.-греч. Ἀλκυονεύς; погиб в 260-х до н. э.) — сын Антигона II Гоната и афинской гетеры Демо, старший сводный брат Деметрия II Этолийского.
Рядом ученых, в том числе Уильямом Тарном, высказывались предположения о том, что изначально именно Алкионей мог рассматриваться Антигоном Гонатом как наследник трона. Однако в первичных источниках нет прямых указаний на статус Алкионея при дворе. Плутарх указывал, что в 272 году до н. э. Алкионей вместе с отцом участвовал в кампании против Пирра на Пелопоннессе. В битве на улицах Аргоса, завершившейся гибелью царя Эпира, Алкионей командовал одним из македонских отрядов. Именно он бросил голову Пирра к ногам Антигона Гоната.
Алкионей погиб в каком-то сражении во время Хремонидовой войны. Его смерть датируется 265 или 261 годом до н. э.